# Charles de Rousseau
Pour les articles homonymes, voir Rousseau.
Cet article possède un paronyme, voir Charles Rousseau.
Charles de Rousseau, mort le 5 octobre ou le 4 novembre 1623, est un évêque français. Il fut en effet évêque de Mende entre 1609 et 1623. L'accession à l'évêché lui a également conféré le titre de comte de Gévaudan, ce titre étant dévoué aux évêques de Mende, depuis l'acte de paréage signé en 1307 par le roi et Guillaume Durand.

## Biographie
Charles né à Mayet près de La Flèche est le fils de Gilles (de) Rousseau et de Lucrèce Heurtelou sœur de l'évêque. Adam de Heurtelou. On ne sait rien de sa formation mais en 1589 il est bachelier en droit canon et quand il accède à l'épiscopat le Saint-Siège accepte de considérer qu'il détient son doctorat. Il est ordonné à Mende dès 1589
Charles de Rousseau occupe le poste de prévôt, vicaire général de Mende et prieur commendataire d'Ispagnac. Puis il devient le 4 décembre 1606 évêque de Métropolis (de) in partibus infidelium, et surtout coadjuteur de son oncle, Adam de Heurtelou, alors évêque de Mende. Ce dernier meurt en 1608 ou 1609, et Charles de Rousseau lui succède immédiatement. Il hérite, en quelque sorte, du poste d'évêque, grâce à son rôle de coadjuteur.
Entre 1572 et 1582 eut lieu une guerre de religion en Gévaudan, entre les protestants menés par Mathieu Merle et les catholiques. De ses luttes, le fait le plus marquant a sans doute été la destruction, en 1581, de la cathédrale Notre-Dame-et-Saint-Privat de Mende, qui avait été magnifiée au XIVe siècle par le pape Urbain V. À partir de 1599, l'évêque Herteulou lance les travaux de reconstruction. Mais la cathédrale est rebâtie « sans façon ni ornements », tout en respectant le plan original. La fin des travaux et l'inauguration a lieu en 1605. Heurtelou étant mort vers 1609, il ne peut donc pas consacrer à la cathédrale. C'est Charles de Rousseau qui s'en occupe le 10 octobre 1620.
Il meurt à la fin de l'année 1623.